# Catedral de San Olaf (Oslo)

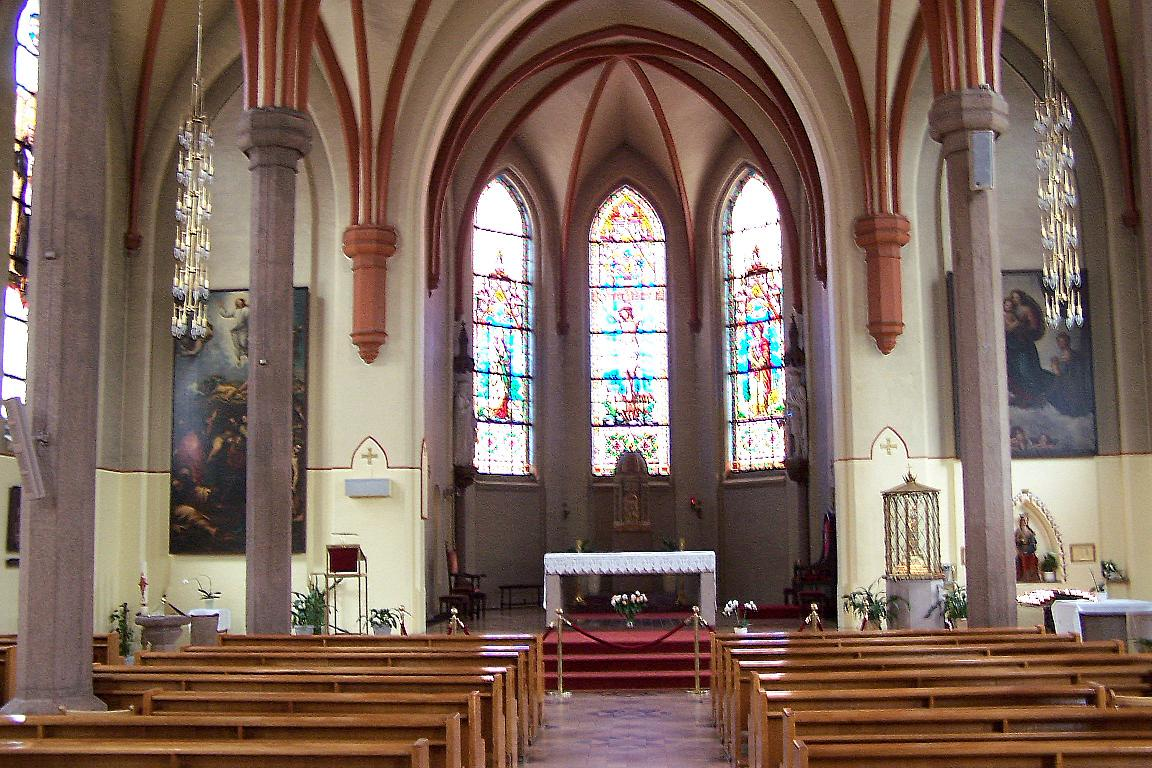
Interior de la catedral.

La Catedral de San Olaf es la iglesia catedral de la diócesis católica de Oslo, en Noruega. Fue construida entre 1852 y 1856 en estilo neogótico, por los arquitectos alemanes Heinrich Ernst Schirmer y Wilhelm von Hanno. Está consagrada a San Olaf, el santo patrono de Noruega.

## Historia
La iglesia de San Olaf fue construida en el barrio de Hammersborg, cuando este apenas comenzaba a urbanizarse. El edificio, financiado por donaciones privadas de Noruega y del extranjero, tenía el objetivo de servir de iglesia parroquial de la comunidad católica de Oslo. Entre los donantes más generosos destacó la reina Josefina de Leuchtenberg, quien conservó su fe católica siendo reina de Noruega.
La construcción fue realizada en ladrillo, siguiendo el modelo neogótico, muy presente en Noruega en ese tiempo. Su sobria fachada occidental se extiende en una única torre terminada en aguja. Su interior contiene tres naves, divididas entre sí por columnas 
de granito. Un ábside en el extremo oriental sirve de presbiterio, donde se encuentra el altar.
La iglesia fue inaugurada el 24 de agosto de 1856. Como no había ningún obispo católico en Noruega, no pudo ser consagrada sino hasta el 8 de agosto de 1896. Fue elevada a catedral en 1953, cuando se erigió la diócesis católica de Oslo, convirtiéndose en la segunda catedral católica de la ciudad (la primera había sido la catedral medieval de San Hallvard).

## Piezas valiosas
Entre sus obras de arte más significativas destacan los vitrales del presbiterio, ya que no hay retablo, y una Madonna de Rafael donada por la reina Josefina.
En 1861, por intermediación de la reina Josefina, el rey Federico VII de Dinamarca obsequió a la catedral el llamado brazo de San Olaf, un hueso que supuestamente perteneció al rey San Olaf y que sería el único resto de las reliquias del santo, tan veneradas durante la Edad Media en la Catedral de Nidaros.

## Servicios divinos en varios idiomas
Además de los servicios de esta catedral en Noruego, también hay Santa Misas en otros idiomas, incluyendo inglés y español.